# 2. općinska nogometna liga Virovitica 1976./77.
"2. općinska nogometna liga Virovitica" za sezonu 1976./77. je bila liga sedmog stupnja nogometnog prvenstva SFRJ. 
 
Sudjelovalo je 6 klubova, a prvak je bila "Budućnost" iz tadašnjeg Karađorđeva Gradinskog. 

## Ljestvica
| mj. | klub                   | ut. | pob. | ner. | por. | gol+ | gol- | bod | bod- |
| --- | ---------------------- | --- | ---- | ---- | ---- | ---- | ---- | --- | ---- |
| 1.  | Budućnost Karađorđevo  | 10  | 8    | 0    | 2    | 30   | 14   | 16  |      |
| 2.  | Rezovac                | 10  | 6    | 3    | 1    | 38   | 11   | 15  |      |
| 3.  | Dinamo Kapela Dvor     | 10  | 6    | 2    | 2    | 23   | 17   | 14  |      |
| 4.  | Graničar Okrugljača    | 10  | 2    | 1    | 7    | 16   | 25   | 5   |      |
| 5.  | Napredak Rušani        | 10  | 2    | 1    | 7    | 13   | 38   | 5   |      |
| 6.  | Mladost Vukosavljevica | 10  | 2    | 1    | 7    | 8    | 23   | 3   | -2   |

- Karađorđevo Gradinsko, također kao Karađorđevo – danas dio naselja Detkovac

## Rezultatska križaljka
| kratica | klub                   | BUD | DIN | GRA | MLA | NAP | REZ |
| --- | ---------------------- | --- | --- | --- | --- | --- | --- |
| BUD | Budućnost Karađorđevo  |     |     |     |     |     |     |
| DIN | Dinamo Kapela Dvor     |     |     |     |     |     |     |
| GRA | Graničar Okrugljača    |     |     |     |     |     |     |
| MLA | Mladost Vukosavljevica |     |     |     |     |     |     |
| NAP | Napredak Rušani        |     |     |     |     |     |     |
| REZ | Rezovac                |     |     |     |     |     |     |
| |                        |     |     |     |     |     |     |
| podebljan rezultat - utakmice od 1. do 5. kola (1. utakmica između klubova) rezultat normalne debljine - utakmice od 6. do 10. kola (2. utakmica između klubova) rezultat nakošen - nije vidljiv redoslijed odigravanja međusobnih utakmica iz dostupnih izvora rezultat smanjen * - iz dostupnih izvora nije uočljiv domaćin susreta prekrižen rezultat - poništena ili brisana utakmica p - utakmica prekinuta 3:0 p.f. / 0:3 p.f. - rezultat 3:0 bez borbe n.i. - nije igrano |                        |     |     |     |     |     |     |

 Izvori: